# Soliformovidae
Famille
Les Soliformovidae sont une famille d'amibes de l’ordre des Fractovitellida (classe des Variosea).

## Étymologie
Le nom de la famille vient du genre type Soliformovum, dérivé du latin solum « seul, unique », forma « forme », et ovum « œuf », par allusion à la forme de la pré-spore des espèces de cette famille qui ressemble à un « œuf au plat ».
Le nom de genre Grellamoeba, composé du préfixe grell‑ (par allusion à K.G. Grell), et du suffixe ‑amoeba, littéralement « amibe de Grell », est une hommage au zoologiste et protistologiste allemand Karl Gottlieb Grell (en) (1912-1994).

## Liste des genres
Selon IRMNG (4 mars 2025) :
- Grellamoeba  Dyková, Kostka & Pecková, 2010
- Soliformovum  Spiegel in Spiegel, Gecks & Feldman, 1994

## Systématique
Le nom valide de ce taxon est Soliformovidae Lahr (d) & Katz (d) in Lahr et al., 2011.
Soliformovidae Lahr & Katz in Lahr, 2011 a pour synonyme : Soliformovidae Cavalier-Smith, 2013.

## Publication originale
- (en) Daniel J. G. Lahr, Jessica Grant, Truc Nguyen, Jian Hua Lin et Laura A. Katz, « Comprehensive phylogenetic reconstruction of Amoebozoa based on concatenated analyses of SSU-rDNA and actin genes », PLoS ONE, vol. 6, no 7,‎ 2011 (ISSN 1932-6203, lire en ligne, consulté le 4 mars 2025).